# Église Notre-Dame d'Alsemberg
 (décembre 2015).
Si vous disposez d'ouvrages ou d'articles de référence ou si vous connaissez des sites web de qualité traitant du thème abordé ici, merci de compléter l'article en donnant les références utiles à sa vérifiabilité et en les liant à la section « Notes et références ».
L'église Notre-Dame (en néerlandais : Onze-Lieve-Vrouwekerk) à Alsemberg (Brabant flamand en Belgique), est une église catholique, lieu d'un pèlerinage en l'honneur de la Vierge Marie.

## Liminaire
Les fondations de l'église datent de 1241. L'édifice contient plusieurs œuvres d'art, dont des fonts baptismaux de style roman datant du XIIe siècle.

## Vénération de la Vierge Marie
Depuis le milieu du XIIIe siècle, une statue romane de la Vierge Marie est vénérée à Alsemberg. Elle aurait été offerte par Sophie, deuxième épouse du duc de Brabant Henri II.
La légende raconte que la Vierge a demandé à la reine de Hongrie Élisabeth de Thuringe (également connue sous le nom d'Élisabeth de Hongrie), de bâtir une église en duché de Brabant, sur la montagne où l’absinthe croît. La statue miraculeuse de la Vierge, de style romano-byzantin, appelée Ster der Zee (Étoile de la mer) date d'environ 1200 et est de facture hongroise. La princesse Sophie, fille d'Élisabeth de Hongrie, l'a apportée à Alsemberg en 1242 lors de son mariage avec le duc Henri.
La statue attirait de nombreux pèlerins, mais actuellement ce pèlerinage est tombé en désuétude.
En tant que lieu de culte de la Vierge, l'église était également un des 56 sanctuaires à répit répertoriés sur le territoire de l'actuelle Belgique.

## La construction

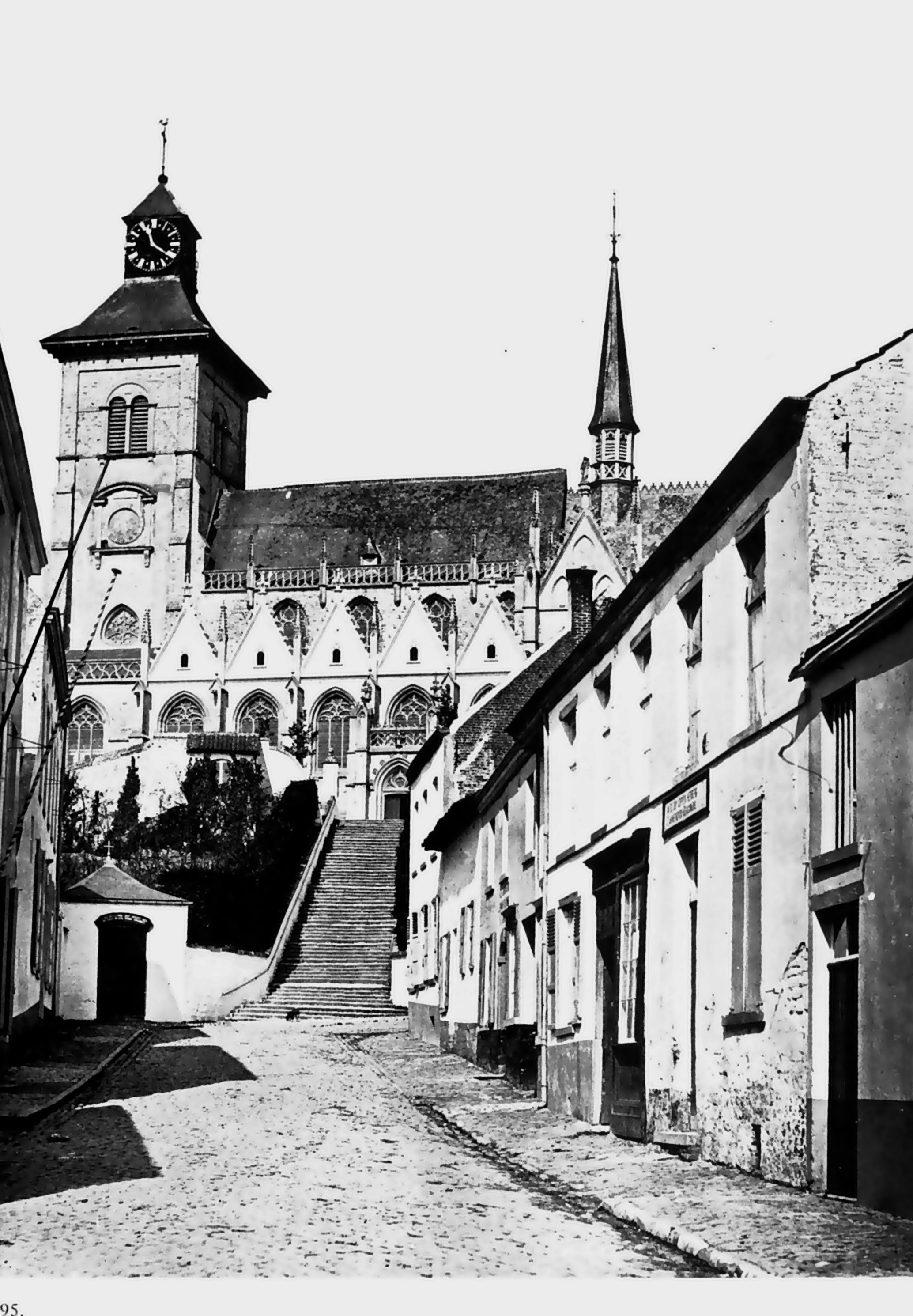
L'église Notre-Dame au XIXe siècle

Jusqu'au XIVe siècle, il existait à Alsemberg une église romane, qui fut remplacée par l'édifice actuel à partir de l'an 1350. La construction de la nef de la nouvelle église a progressé très lentement. L'église a été construite en style gothique tardif et possède toutes les caractéristiques de l'architecture du Brabant du XIVe siècle, comme les pignons au-dessus des nefs latérales et les chapiteaux aux motifs de feuille de chou.
Le chœur fut travaillé d'environ 1350 à environ 1450. La voûte fut terminée seulement en 1470 grâce à un don du duc Charles le Téméraire, qui y est venu en pèlerinage le 8 février 1466. La construction de la tour débuta en 1503 et son élévation jusqu'à la hauteur de la voûte fut achevée en 1527. Autour de 1520, la vaste nef fut voûtée. À cette fin, l'empereur Charles Quint a offert du bois provenant de la forêt de Soignes, d'où la présence de ses armes dans la voûte.
La sacristie date du XVIIe siècle et fut réaménagée en 1775.
En 1866 débuta une restauration générale menée par Jules-Jacques Van Ysendyck et terminée par son fils Maurice qui se termina en 1891 avec l'achèvement de la flèche élancée et couronnée. La pointe de la flèche porte une couronne ducale, qui se réfère au rôle de plusieurs ducs de Brabant qui ont participé à la création de ce sanctuaire.
Une dernière restauration date de 1983.

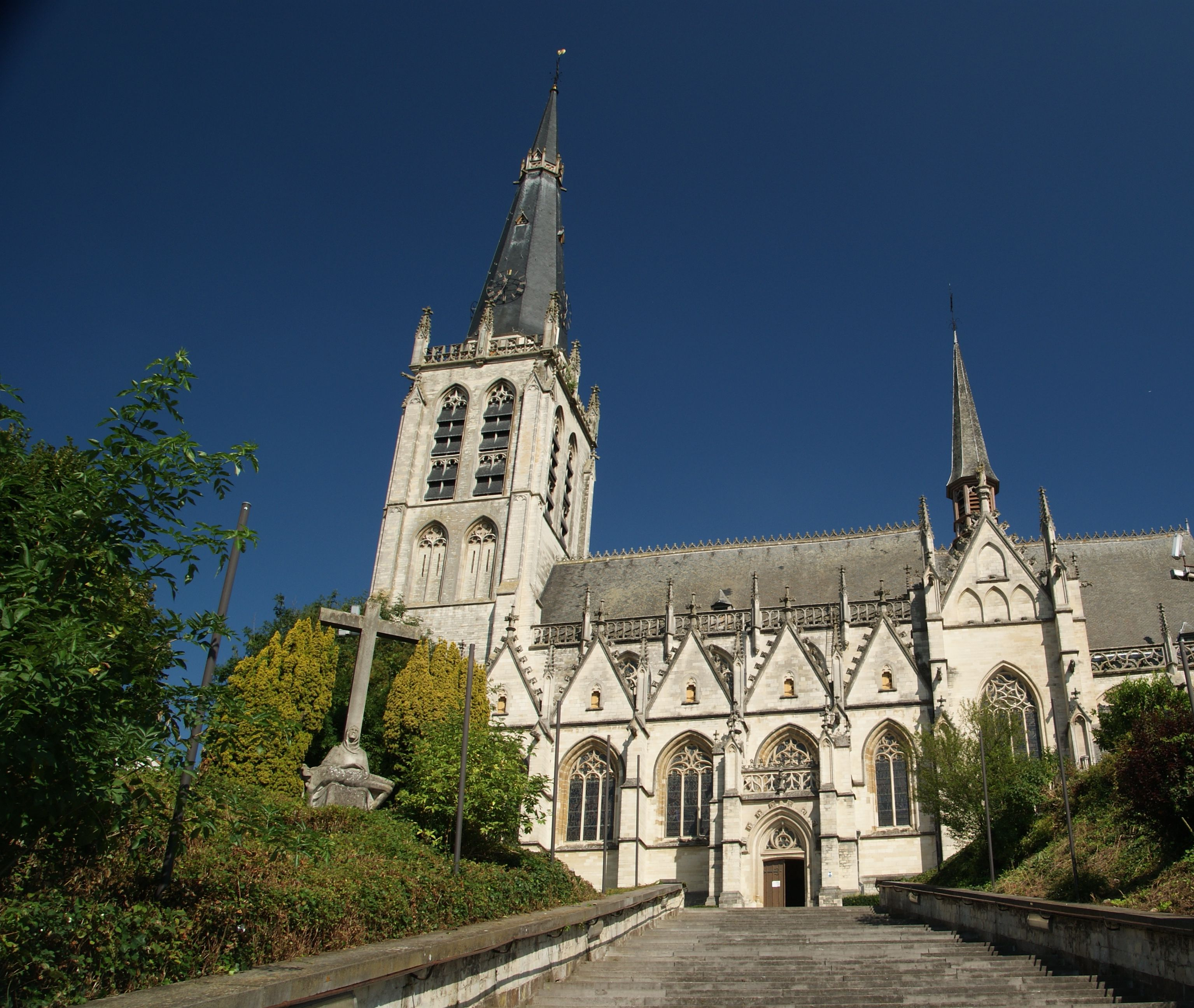
Église Notre-Dame

## Œuvres d'art

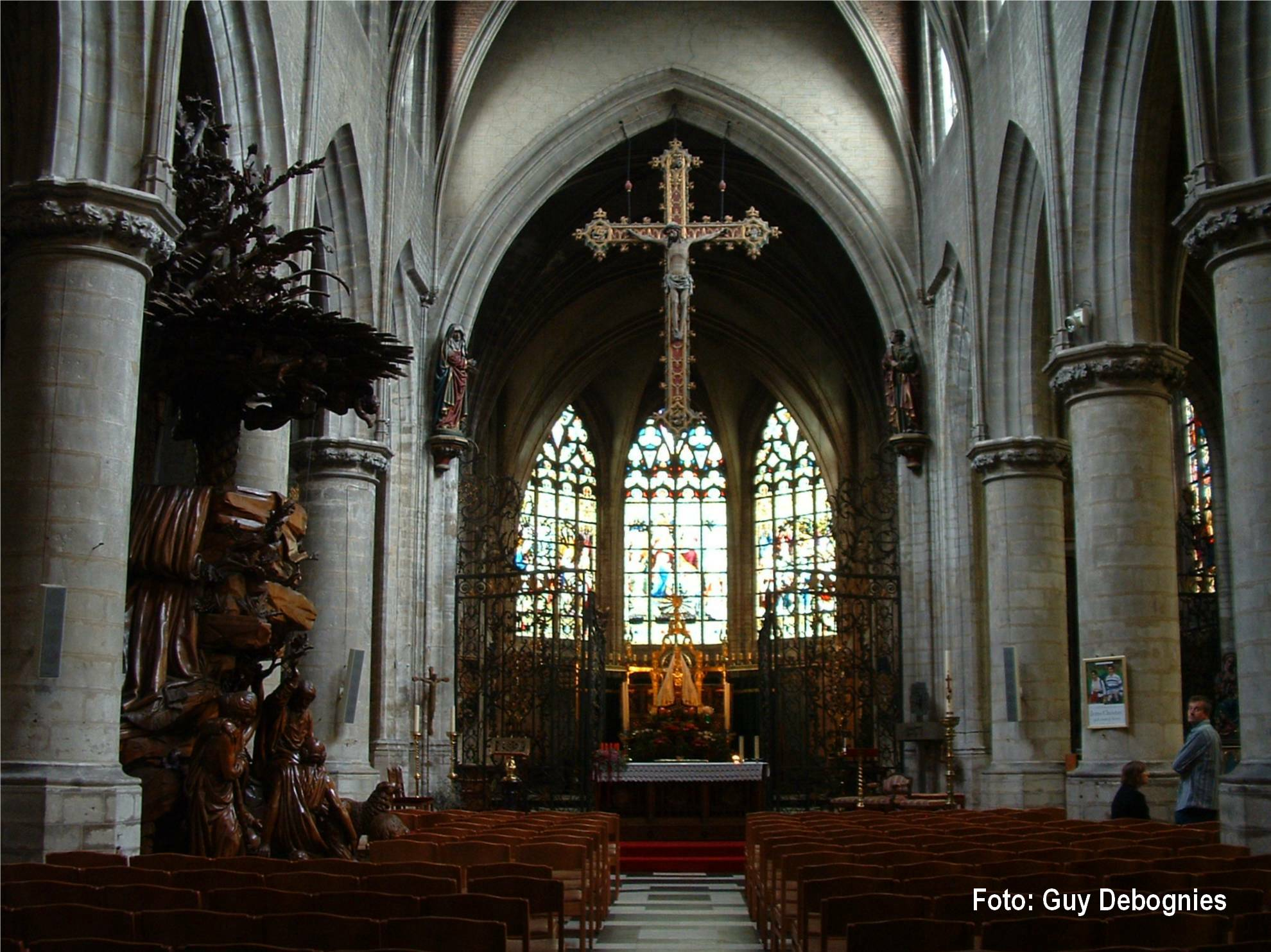
L’intérieur de l'église et la statue miraculeuse de Marie.

Outre la statue romane de la Vierge, l'église contient plusieurs œuvres d'art dont un jubé en fer forgé datant de 1770, deux confessionnaux baroques et une chaire de vérité de la fin du XVIIIe siècle par Jan van Geel. Les fonts baptismaux datent des environs de 1200 et appartenaient probablement à l'église romane primitive. Il en existe également d'autres en marbre datés de 1725. Plusieurs tableaux ornent l'église, dont certains relatent l'histoire des pèlerinages furent peints en 1645 par l'artiste bruxellois Anthony Sallaert qui a aussi peint neuf des seize portraits qui ornent la sacristie et représentent les bienfaiteurs de l'église.

## Situation
L'église Notre-Dame se trouve Kapelaansplein (place de l'Aumônier).